# Hylaeosaurus
A Hylaeosaurus (nevének jelentése 'erdei gyík', az ógörög υλη (hülé) 'erdő' és σαυρος (szaurosz) 'gyík' szavak összetételéből) egy kezdetleges páncélozott növényevő ankylosaurus dinoszaurusznem. Ez a legkevésbé ismert a három állat közül, melyet Sir Richard Owen 1842-ben a Dinosauria öregrend definiálásához felhasznált. Az 1832-ben Gideon Mantell által a dél-angliai Tilgate erdőben felfedezett első példány, napjainkban a londoni Természetrajzi Múzeumban található, abba a mészkőtömbbe ágyazódva, amiben előkerült. Annak ellenére, hogy sosem preparálták, még mindig ez a nem legjobb állapotban megőrződött példánya.

## Anatómia
A Hylaeosaurus körülbelül 135 millió évvel ezelőtt élt, a kora kréta időszak valangini–berriasi korszaka idején. Gideon Mantell a Hylaeosaurus hosszát eredetileg 7,6 méteresre, vagyis körülbelül a másik két akkoriban ismert dinoszaurusz, az Iguanodon és a Megalosaurus hosszának felére becsülte. A modern becslések 3–6 méteres testhosszt valószínűsítenek.
Átlagos ankylosaurus volt, amely a vállain három, a csípőjén pedig két hosszú tüskével, valamint a hátán három sor páncéllemezzel rendelkezett, melyből egy a farkán is végig húzódott. A feje hosszú volt, és inkább a Nodosauruséra hasonlított, mint az Ankylosauruséra, emellett pedig csőrrel is rendelkezett, amit az alacsonyan levő növényzet darabolására használhatott.

## Felfedezés
Az első Hylaeosaurus fosszíliára az angliai Sussex megyében bukkantak rá. További maradványok kerültek elő a (Nagy-Britanniához tartozó) Wight-szigetről és az Ardennek Franciaországban fekvő részéről, bár ez utóbbi leletet jelenleg a Polacanthus egyik példányának tekintik. Mantell a leletről egy litográfiát jelentetett meg az 1833-as The Geology of the South-east of England (Délkelet-Anglia geológiája) című művében, a The Wonders of Geology (A geológia csodái) 1840-es, negyedik kiadása pedig egy újabb rajzot tartalmaz.
Mantell eredetileg azt állította, hogy a Hylaeosaurus ('erdei gyík') a Tilgate-i erdő után kapta a nevét, ahol felfedezte a maradványait, később azonban kijelentette, hogy a név a Tilgate-i erdőt is magába foglaló Wealden Csoportra, a kora kréta időszakhoz tartozó geológiai formációra utal (az angol wealden szó, pedig szintén 'erdőt' jelent).
A faj neve az armatus, a páncélzatra utal, Mantell szerint ugyanis
„minden arra utal, hogy a háta több sornyi félelmetes szarutüskével volt felszerelve, a farkán pedig hasonló függelékekkel rendelkezett”.

## Osztályozás

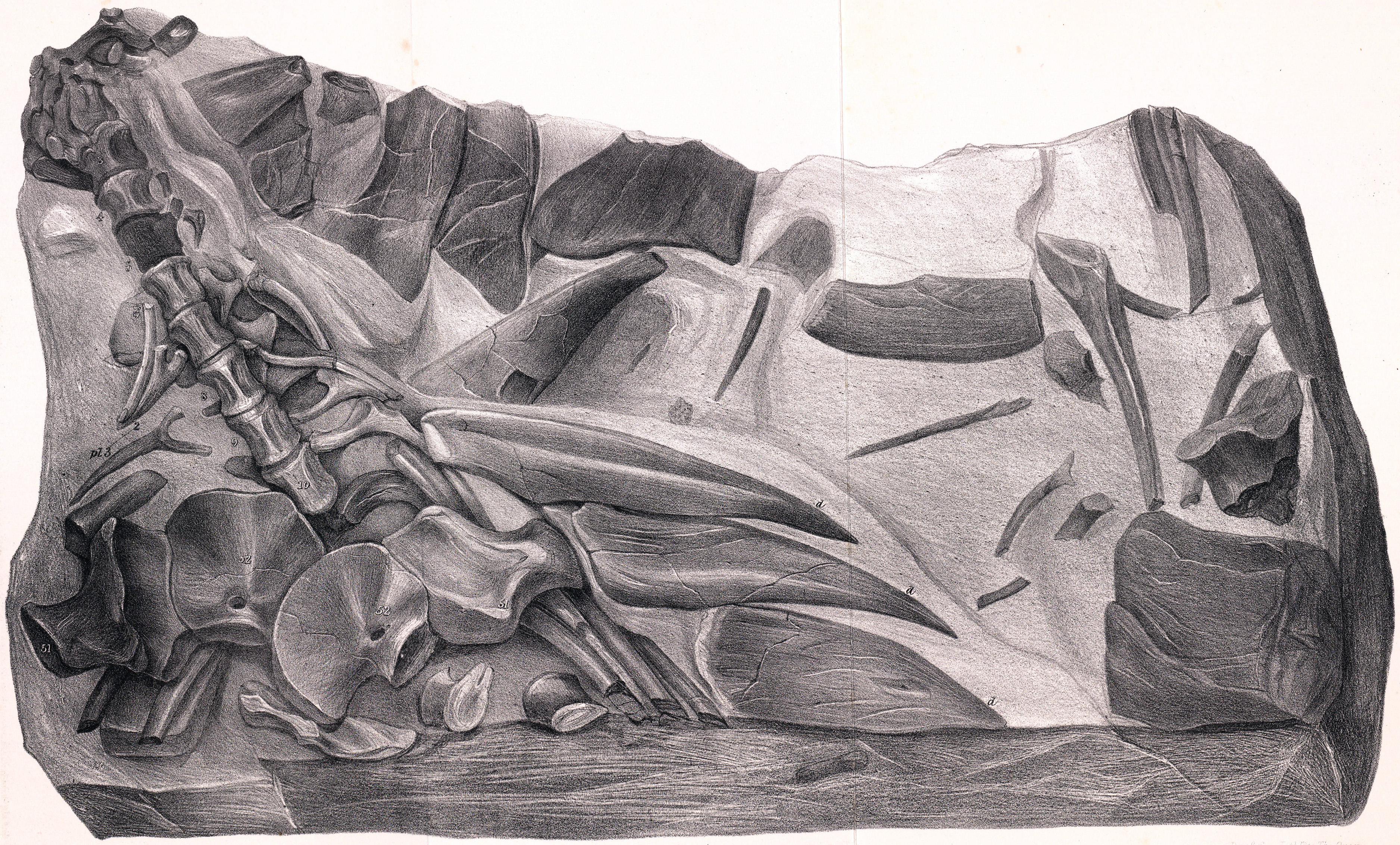
A Hylaeosaurus mészkőtömbbe ágyazódott fosszíliájának Richard Owen által készített illusztrációja, 1868-ból.

A nem első, és jelenleg egyetlen ismert faja a Hylaeosaurus armatus, melyet Gideon Mantell nevezett el 1833-ban, mindössze két részleges csontváz, néhány szarutüske, páncéllemez és különféle kisebb maradványok alapján. A legjobb állapotban levő (eredeti) példány a csontváz elülső részének darabjait tartalmazza a koponya nélkül, melyek közül csupán a kőtömb felszínéhez közeli részeket lehet könnyen tanulmányozni.
A Polacanthoides ponderosus, a Hylaeosaurus conybearei és a Hylaeosaurus oweni, melyeket egykor különböző dinoszauruszoknak tekintettek, jelenleg a faj, valamint a Hylaeosaurus nem fiatal szinonimáiként ismertek. Felvetődött az is, hogy a Polacanthus is ugyanehhez a fajhoz tartozik, de számos csontszerkezeti eltérést fedeztek fel a példányok között.
A Hylaeosaurust a Gastoniához és a Polacanthushoz hasonlóan hagyományosan a nodosauridák kezdetleges rokonaként, a Polacanthinae alcsalád tagjaként tartják számon. Az 1990-es években a polacanthinákat átsorolták a korai ankylosauridák közé, mivel tévesen azt hitték, hogy a farkuk végén egy kisebb méretű csontbuzogány helyezkedett el; mindössze feltételezhető, hogy kezdetleges ankylosauridák voltak, mivel az egész Polacanthinae csoport csak hiányosan ismert. A polacanthinák a barremi korszakban tűntek fel a mai Észak-Amerika és Európa területén, és nem sokkal később át is adták a helyüket a fejlettebb ankylosaurusoknak.

## Ajánlott irodalom
- Matthew K. Vickaryous, Teresa Maryańska, David B. Weishampel.szerk.: David Weishampel, Peter Dodson, Halszka Osmólska: Ankylosauria. University of California Press, 363–392. o. (2004). ISBN 0520242092
- David Fastovsky, David Weishampel. The Evolution and Extinction of the Dinosaurs. Cambridge University Press (2005). ISBN 0521811724

## Fordítás
- Ez a szócikk részben vagy egészben  a   Hylaeosaurus című angol Wikipédia-szócikk ezen változatának fordításán alapul.  Az eredeti cikk szerkesztőit annak laptörténete sorolja fel. Ez a jelzés csupán a megfogalmazás eredetét és a szerzői jogokat jelzi, nem szolgál a cikkben szereplő információk forrásmegjelöléseként.